# Arquidiócesis de Teresina
La arquidiócesis de Teresina (en latín: Archidioecesis Teresiana y en portugués: Arquidiocese de Teresina) es una circunscripción eclesiástica de la Iglesia católica en Brasil. Se trata de una arquidiócesis latina, sede metropolitana de la provincia eclesiástica de Teresina. Desde el 4 de enero de 2023 su arzobispo es Juarez Sousa da Silva.

## Territorio y organización
La arquidiócesis tiene 26 272 km² y extiende su jurisdicción sobre los fieles católicos de rito latino residentes en 37 municipios del estado de Piauí: Teresina, Água Branca, Agricolândia, Amarante, Angical do Piauí, Aroazes, Barro Duro, Curralinhos, Demerval Lobão, Elesbão Veloso, Francinópolis, Hugo Napoleão, Inhuma, Jardim do Mulato, Lagoa Alegre, Lagoa do Piauí, Lagoa do Sítio, Lagoinha do Piauí, Miguel Alves, Miguel Leão, Monsenhor Gil, Nazária, Novo Oriente do Piauí, Olho d'Água do Piauí, Palmeirais, Passagem Franca do Piauí, Pimenteiras, Prata do Piauí, Regeneração, Santa Cruz dos Milagres, Santo Antônio dos Milagres, São Félix do Piauí, São Gonçalo do Piauí, São Miguel da Baixa Grande, São Pedro do Piauí, União y Valença do Piauí.
La sede de la arquidiócesis se encuentra en la ciudad de Teresina, en donde se halla la Catedral de Nuestra Señora de los Dolores.
La arquidiócesis tiene como sufragáneas a las diócesis de: Bom Jesus do Gurguéia, Campo Maior, Floriano, Oeiras, Parnaíba, Picos y São Raimundo Nonato.
En 2020 en la arquidiócesis existían 67 parroquias. 

## Historia
La diócesis de Piauí fue erigida el 20 de febrero de 1902 con la bula Supremum Catholicam Ecclesiam del papa León XIII, tomando su territorio de la diócesis de São Luís do Maranhão (hoy arquidiócesis de São Luís do Maranhão).
Originalmente sufragánea de la arquidiócesis de San Salvador de Bahía, el 1 de mayo de 1906 pasó a formar parte de la provincia eclesiástica de la arquidiócesis de Belém do Pará y el 2 de diciembre de 1921 de la arquidiócesis de São Luís do Maranhão.
El 18 de junio de 1920 cedió una parte de su territorio para la erección de la prelatura territorial de Bom Jesus do Piauí (hoy diócesis de Bom Jesus do Gurguéia) mediante la bula Ecclesiae universae del papa Benedicto XV.
El 16 de diciembre de 1944 cedió otras porciones de territorio para la erección de las diócesis de Parnaíba y Oeiras y al mismo tiempo asumió el nombre de diócesis de Teresina, todo bajo la bula Ad dominici gregis del papa Pío XII.
El 9 de agosto de 1952 fue elevada al rango de arquidiócesis metropolitana con la bula Quaemadmodum insignis por el papa Pío XII.
El 12 de junio de 1975 cedió otra porción de su territorio para la erección de la diócesis de Campo Maior mediante la bula Tametsi munus del papa Pablo VI.
El 27 de febrero de 2008 cedió los municipios de Arraial, Barra d'Alcântara, Francisco Ayres y Várzea Grande a la diócesis de Oeiras.

## Estadísticas
Según el Anuario Pontificio 2021 la arquidiócesis tenía a fines de 2020 un total de 1 096 900 fieles bautizados.
| Año                                                                             | Población            | Población | Población      | Sacerdotes | Sacerdotes    | Sacerdotes    | Bautizados por sacerdote | Diáconos permanentes | Religiosos | Religiosos | Parroquias |
| Año                                                                             | Bautizados católicos | Total     | % de católicos | Total      | Clero secular | Clero regular | Bautizados por sacerdote | Diáconos permanentes | Varones    | Mujeres    | Parroquias |
| ------------------------------------------------------------------------------- | -------------------- | --------- | -------------- | ---------- | ------------- | ------------- | ------------------------ | -------------------- | ---------- | ---------- | ---------- |
| 1949                                                                            | ?                    | ?         | ?              | 20         | 17            | 3             | ?                        |                      | 5          | 56         | 14         |
| 1966                                                                            | 550 000              | 600 000   | 91.7           | 44         | 30            | 14            | 12 500                   |                      |            |            | 19         |
| 1968                                                                            | ?                    | 568 254   | ?              | 49         | 34            | 15            | ?                        |                      | 18         | 118        | 21         |
| 1976                                                                            | 653 834              | 667 042   | 98.0           | 52         | 34            | 18            | 12 573                   |                      | 21         | 111        | 29         |
| 1980                                                                            | 549 000              | 560 000   | 98.0           | 46         | 30            | 16            | 11 934                   |                      | 19         | 86         | 24         |
| 1990                                                                            | 754 000              | 775 000   | 97.3           | 58         | 34            | 24            | 13 000                   |                      | 56         | 116        | 30         |
| 1999                                                                            | 986 108              | 1 183 327 | 83.3           | 86         | 60            | 26            | 11 466                   | 1                    | 45         | 164        | 47         |
| 2000                                                                            | 986 108              | 1 183 327 | 83.3           | 85         | 59            | 26            | 11 601                   | 1                    | 30         | 168        | 48         |
| 2001                                                                            | 986 108              | 1 052 564 | 93.7           | 88         | 59            | 29            | 11 205                   | 1                    | 33         | 168        | 51         |
| 2002                                                                            | 957 833              | 1 052 564 | 91.0           | 88         | 61            | 27            | 10 884                   | 1                    | 31         | 168        | 52         |
| 2003                                                                            | 958 197              | 1 052 564 | 91.0           | 89         | 65            | 24            | 10 766                   | 2                    | 28         | 168        | 53         |
| 2010                                                                            | 1 018 000            | 1 195 000 | 85.2           | 118        | 86            | 32            | 8627                     | 19                   | 34         | 169        | 59         |
| 2014                                                                            | 1 053 000            | 1 237 000 | 85.1           | 114        | 92            | 22            | 9236                     | 32                   | 47         | 165        | 63         |
| 2017                                                                            | 1 085 625            | 1 195 485 | 90.8           | 126        | 104           | 22            | 8616                     | 43                   | 58         | 144        | 65         |
| 2020                                                                            | 1 096 900            | 1 207 870 | 90.8           | 138        | 114           | 24            | 7948                     | 52                   | 88         | 136        | 67         |
| Fuente: Catholic-Hierarchy, que a su vez toma los datos del Anuario Pontificio. |                      |           |                |            |               |               |                          |                      |            |            |            |

## Episcopologio
- Joaquim Antônio d'Almeida † (14 de diciembre de 1905-23 de octubre de 1910 nombrado obispo de Natal)
  - Sede vacante (1910-1914)[nota 2]
- Octaviano Pereira de Albuquerque † (2 de abril de 1914-27 de octubre de 1922 nombrado arzobispo de São Luís do Maranhão)
- Severino Vieira de Melo † (8 de junio de 1923-27 de mayo de 1955 falleció)
- Avelar Brandão Vilela † (5 de noviembre de 1955-25 de marzo de 1971 nombrado arzobispo de San Salvador de Bahía)
- José Freire Falcão † (25 de noviembre de 1971-15 de febrero de 1984 nombrado arzobispo de Brasilia)
- Miguel Fenelon Câmara Filho † (7 de octubre de 1984-21 de febrero de 2001 retirado)
- Celso José Pinto da Silva † (21 de febrero de 2001-3 de septiembre de 2008 retirado)
- Sérgio da Rocha (3 de septiembre de 2008 por sucesión-15 de junio de 2011 nombrado arzobispo de Brasilia)
- Jacinto Furtado de Brito Sobrinho (22 de febrero de 2012-4 de enero de 2023 retirado)
- Juarez Sousa da Silva, desde el 4 de enero de 2023